# Ernst Rossmeissl
Ernst Rossmeissl (* 24. Januar 1934 in Pleschnitz, Kreis Mies; † 31. März 2012 in Hilpoltstein, Landkreis Roth, Mittelfranken) war ein deutscher Autor und Politiker. In den Jahren 1970 bis 1994 gehörte er als Abgeordneter der SPD dem Bezirkstag Mittelfranken an.

## Leben
Ernst Rossmeissl wurde in Pleschnitz im Sudetenland als erstes Kind der Eltern Martin (Schmied) und Maria Rossmeissl (Schafferin) geboren. Er besuchte die Dorfschule in Pleschnitz, später die Bürgerschule in Tuschkau. Im Jahr 1946 wurde er mit seiner Familie vertrieben und fand seine neue Heimat in Roth, Mittelfranken. Nach seinem Studium über den zweiten Bildungsweg war er jahrzehntelang in maßgeblicher Position der Wirtschaft bei den Firmen Metrawatt AG (1957–1968), Brown, Boveri & Cie. – BBC (1968–1975) und Grundig (1976–1986) tätig.
Im Jahr 1954 heiratete er Barbara Bloß (1935–2007), mit der er einen Sohn hat. Im Jahr 1997 ging er in den Ruhestand.

## Politik
Schon als junger Mann trat er dem SPD-Ortsverein Roth bei. Er gründete im Jahr 1950 mit Freunden die örtliche sozialistische Jugendgruppe der Falken und übernahm Verantwortung im SPD-Ortsverein. Dem Vorstand der Partei gehörte er 14 Jahre an, davon drei Jahre als 1. Vorsitzender. Auf Kreisebene war er seit 1966 mehrere Jahre Stellvertretender Vorsitzender der SPD. Im Jahr 1970 wurde er erstmals in den Mittelfränkischen Bezirkstag gewählt, dem er mit einer Unterbrechung von vier Jahren bis 1994 angehörte.
Rossmeissl war 30 Jahre, von 1972 bis 2002, Mitglied im Rother Stadtrat.

## Soziales
Ernst Rossmeissl war als Vorstand im Sozialverband der Arbeiterwohlfahrt (AWO) tätig. Sein Wirken sowohl in der Kommunalpolitik als auch im Wohlfahrtsverband, galt vor allem der Sozialpolitik. Gerade dort hat er Zeichen gesetzt, die in Roth und darüber hinaus große Anerkennung gefunden haben. Nach Ernst Rossmeissl wurde das Sozialzentrum der AWO in Roth als „AWO Ernst Rossmeissl-Sozialzentrum“ benannt.

## Auszeichnungen
Für sein ehrenamtliches Schaffen erhielt Rossmeissl folgende Auszeichnungen:
- 1982: Träger des Goldenen Ehrenringes der Stadt Roth[6]
- 1990: Verleihung Bundesverdienstkreuz durch Staatssekretär Wilhelm Vorndran[7]
- 1995: Verleihung Bayerische Staatsmedaille für besondere soziale Verdienste[8] durch Staatsministerin Barbara Stamm
- 2008: Verleihung Landkreisverdienstmedaille, Landkreis Roth[9]

## Veröffentlichungen
- 2000: Es führt kein Weg zurück – Erinnerungen an die Kindheit seiner Heimat, in der Zeit von 1937–1946.
- 2003: Roth im Wandel der Zeit 1945–2003.[10]
- 2006: Das geopferte Volk ... und unsere Brüder haben weggesehen. ISBN 3-933474-40-X.[11]
- 2008: Die Geschichte der Deutschen in Böhmen – Kirchsprengel Gesna. ISBN 978-3-933474-55-1.[11]
- 2011: Von Böhmen nach Franken – Eine Autobiographie. ISBN 978-3-933474-71-1.